# Редьчинський проїзд
Ре́дьчинський прої́зд — вулиця в Оболонському районі міста Києва, котеджний комплекс «Італійський квартал». Пролягає від Редьчинської вулиці до кінця забудови.

## Історія
Виник у першій половині 2010-х років як вулиця без назви.  Сучасна назва — з 2014 року, на честь озера Редькине, розташованого неподалік.